# Conrad Schick

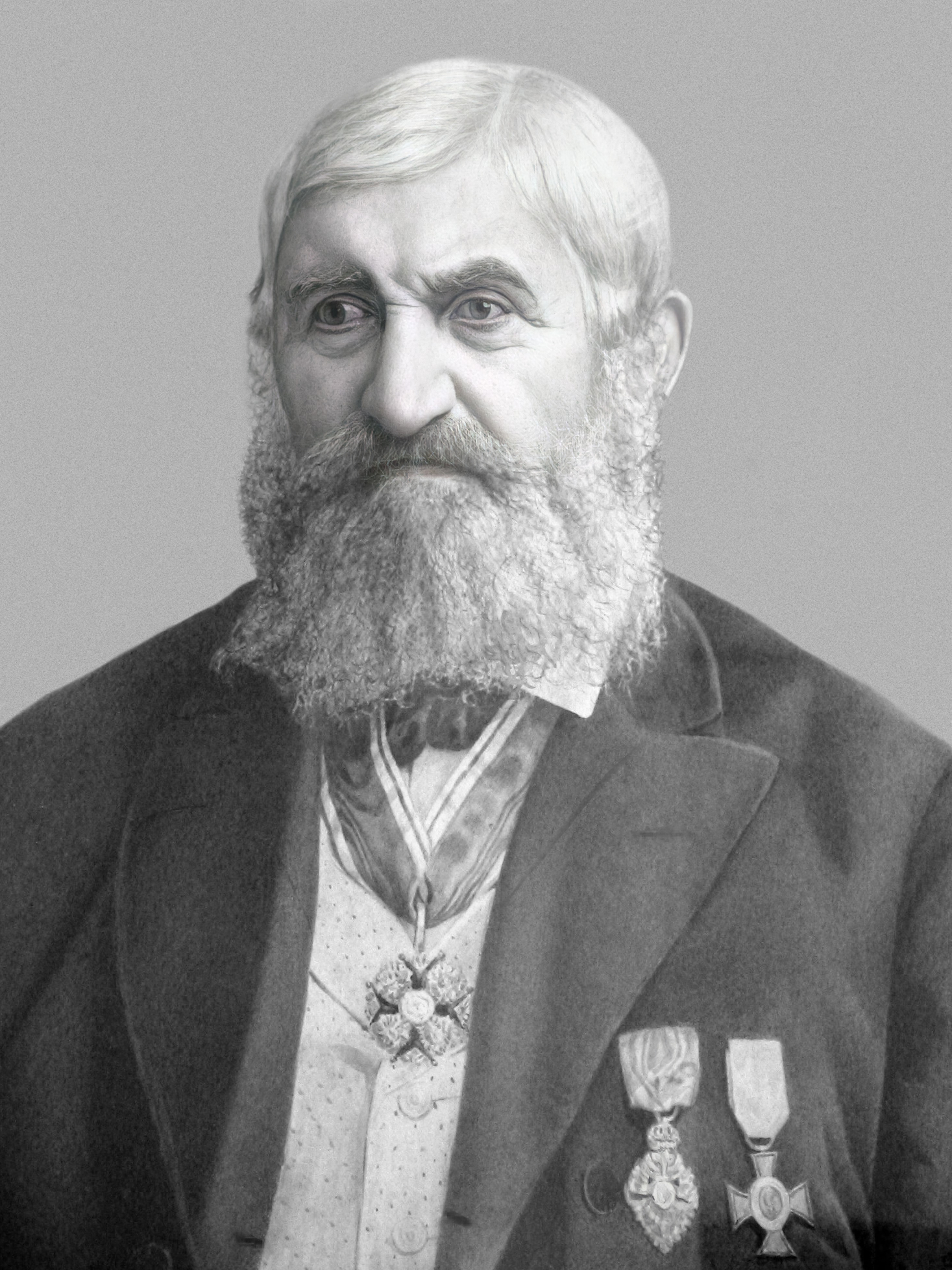
Conrad Schick

Conrad Schick (* 27. Januar 1822 in Bitz, Württemberg; † 23. Dezember 1901 in Jerusalem, Osmanisches Reich) war ein deutscher Architekt, Archäologe und evangelischer Missionar, der in der zweiten Hälfte des 19. Jahrhunderts in Jerusalem lebte.

## Leben

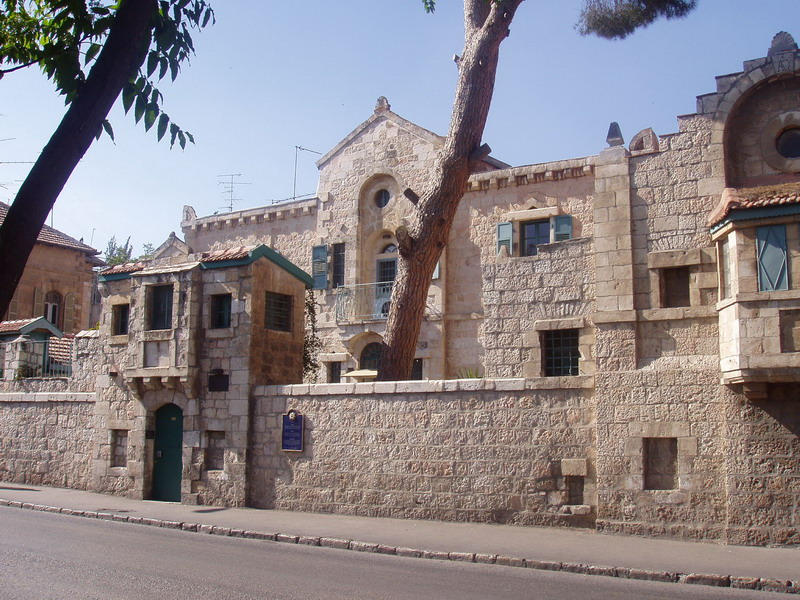
Haus Tabor

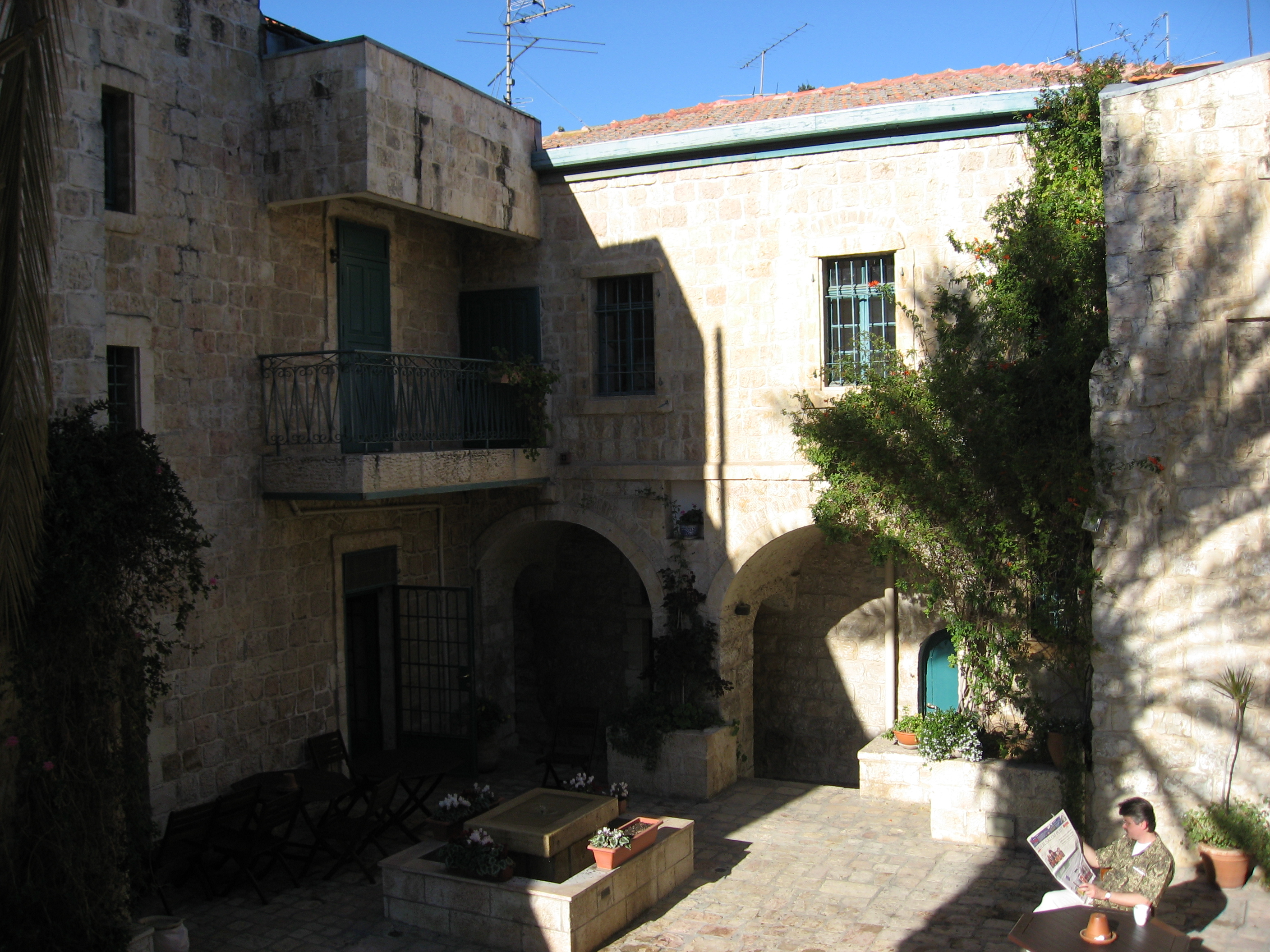
Innenhof des Hauses Tabor

Conrad Schick besuchte eine pietistische Schule in Korntal, wo er handwerkliche Fähigkeiten und die lateinische Sprache erlernte. Danach trat er in die Pilgermission St. Chrischona bei Basel ein. Christian Friedrich Spittler, der Gründer und Leiter der Mission, sandte ihn mit Ferdinand Palmer 1846, im Alter von 24 Jahren, nach Jerusalem in Palästina. Er war als Missionar unter Juden und Arabern tätig und verdiente seinen Lebensunterhalt anfänglich mit dem Verkauf von Kuckucksuhren. 1850 trat er zur Londoner Judenmissiongesellschaft über, weil er heiraten und nicht zölibatär leben wollte. Schick arbeitete nun im Industriehaus der Mission und unterrichtete jüdische Jugendliche in deren Handwerksschule, die auf dem Gelände der anglikanischen Christuskirche war. 1857 wurde er ihr Schuldirektor.

## Arbeit als Architekt und Archäologe
Als Architekt war an der Gründung und Planung von Mea Shearim beteiligt, eine der ersten Siedlungen in Jerusalem, die ab 1874 außerhalb der Mauern der Altstadt angelegt wurde. Schick wurde vor allem durch seine 50-jährigen archäologischen Untersuchungen in Jerusalem und Umgebung bekannt; das Fachwissen hatte er sich im Selbststudium angeeignet. Er untersuchte die Ruinen des Muristan und entdeckte die Siloah-Inschrift im Hiskija-Tunnel der Davidsstadt. Er war auch Ansprechpartner für den englischen Forscher Charles William Wilson, der Expeditionen in Jerusalem durchführte. Er arbeitete viele Jahre für den Palestine Exploration Fund und veröffentlichte in der Zeitung des Funds. Desgleichen war er für den Deutschen Palästinaverein aktiv und schrieb für dessen Zeitschrift. Für seine Familie entwarf und baute Schick das Taborhaus (hebräisch: Beit Tabor) an der Hanevi'im Straße.

„Seit über hundertzwanzig Jahren steht das Taborhaus an der Propheten-/ Ecke Abessinierstraße, ausgestattet mit Giebeln, Zinnen und eigenwillig geneigten Ziegeldächern, ein zauberhaftes und geheimnisumwobenes Traumschloss, ein wahres Puppenhaus. [..] Das Taborhaus gilt bis heute als eines der stattlichsten Häuser der Stadt. Die oberen Ecken sind den Hörnern des Altars im Tempel nachgestaltet. Den Namen hatte Schick einem Bibelvers entnommen.“

Das Haus gehörte seit den 1920er Jahren einem englischen Missionar, der darin auch den Rabbiner Kurt Wilhelm und dessen Familie wohnen ließ. Im Zuge des Palästinakriegs verließ erst der Engländer und dann auch die Familie Wilhelm Palästina. Wilhelm übertrug zuvor noch die Verwaltung des Anwesens an Ricarda Schwerin, die von 1948 an für drei Jahre dort mit ihren beiden Kindern Jutta Oesterle-Schwerin und Tom Segev (damals noch Thomas Schwerin) lebte. Einer ihrer Untermieter war der Journalist Gabriel Stern.:S. 79 ff.
1951 wurde das Taborhaus an das Schwedische Theologische Institut in Jerusalem vermietet, sehr zum Ärger von Ricarda Schwerin, die inzwischen einen Kindergarten im Haus eröffnet und Kinder in Pflege genommen hatte. Ihre Versuche, weiter im Taborhaus bleiben zu dürfen, blieben allerdings erfolglos.:S. 99 ff.
Das Taborhaus existiert noch heute und beherbergt auch weiterhin das Schwedische Theologische Institut.

## Privates

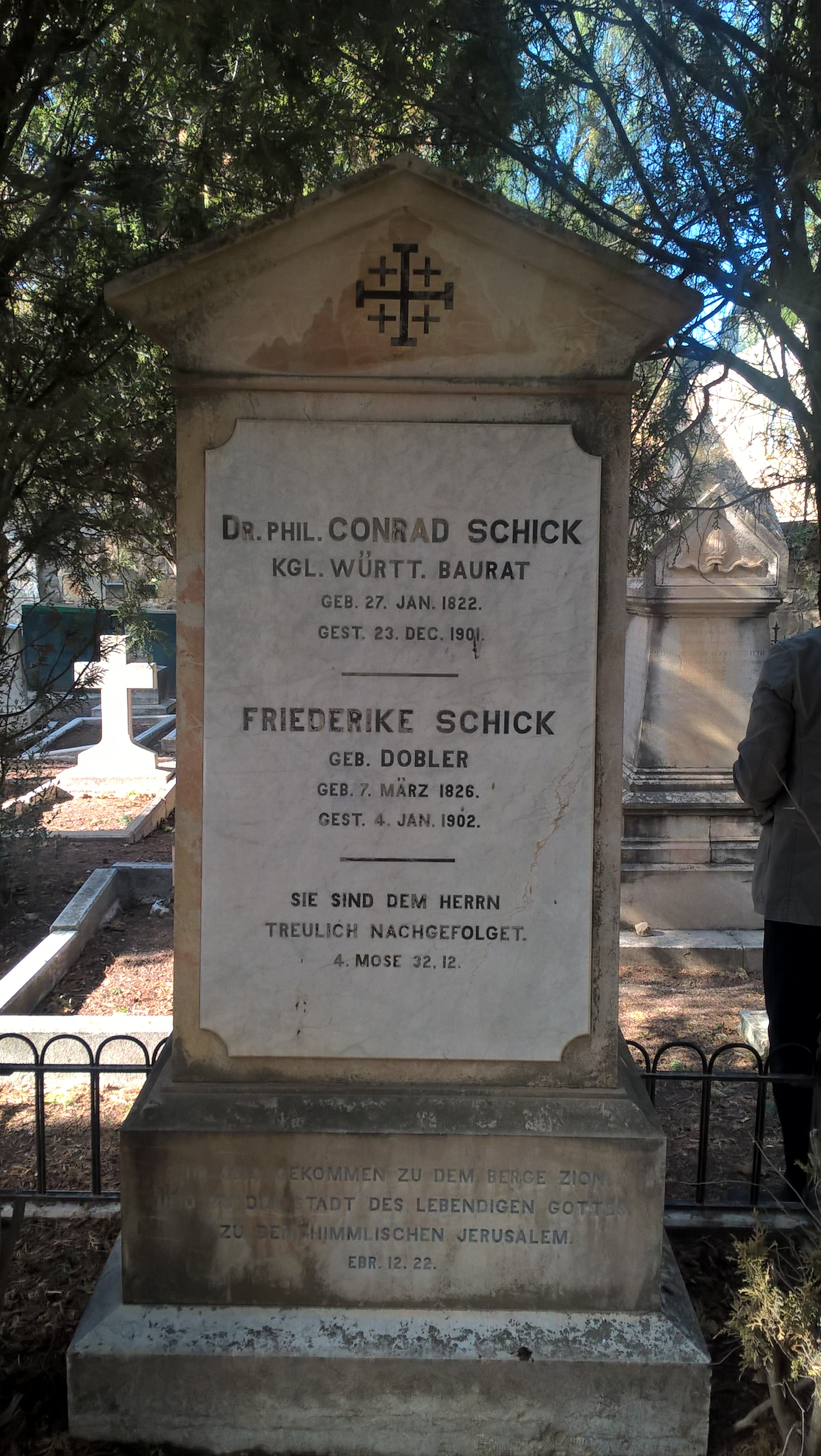
Grabstein Conrad Schick

Schick ist mit seiner Frau Friederike, die wenige Tage nach ihm starb, seit Ende Dezember 1901 auf dem anglikanisch-preußischen Friedhof am Berg Zion begraben. Eine große Trauergemeinde nahm von ihm Abschied, und in der Presse wurde er gelobt, weil er von Juden, Muslimen und Christen geliebt und geachtet wurde.

## Biblische Modelle
Schick baute eine beachtenswerte Reihe von Modellen des Jüdischen Tempels. Sein Nachbau des Gotteshauses wurde in Jerusalem von zahlreichen Staatsoberhäuptern besichtigt sowie im Vereinigten Königreich und auf der Weltausstellung 1873 in Wien gezeigt. Er wurde vom König von Württemberg gekauft, der Schick für seine Leistungen in den Ritterstand erhob.
Schick baute auch ein Modell des zeitgenössischen Tempelberges und Felsendomes für den osmanischen Sultan. Sein letztes Modell, in vier Teilen, von denen jedes den Tempelberg in einer Zeit darstellt, wurde auf der Weltausstellung 1904 in St. Louis gezeigt.
Ein Modell des Tempelbergs von 1873 wurde bis 2011 im Chrischona-Archiv auf St. Chrischona bei Basel aufbewahrt. Heute ist es in einem kleinen Museum in der Nähe des Jaffators, das zur Jerusalemer Christuskirche gehört, ausgestellt. Zwei weitere Modelle werden im Rahmen einer Dauerausstellung im Paulus-Haus gegenüber dem Damaskus-Tor ausgestellt.

## Veröffentlichungen (Auswahl)
- Erklärung der Modelle des Haram Es Scherif und der Sachra Moschee in Jerusalem, Wien 1873
- Die Modelle des Harâm-esch-Scherîf und der Kubbet-es-Sachra, Basel 1874
- Beit el Makdas oder Der alte Tempelplatz zu Jerusalem, wie er jetzt ist, Jerusalem 1887
- Die Stiftshütte, der Tempel in Jerusalem und der Tempelplatz der Jetztzeit, Berlin 1896
- Führer durch die Grabeskirche und ihre Umgebung, Jerusalem 1898
- Nähere Umgebung von Jerusalem, redigiert und ergänzt von Immanuel Benziger, Verlag des Vereins zur Erforschung Palästinas 1905

## Bauten
- 1858–1860: Diakonissenkrankenhaus, alter Sitz gegenüber der Zitadelle, Jerusalem
- 1866: Aussätzigen-Asyl Jesus-Hilfe, altes Leprakrankenhaus in der Agnonstraße (jetzt Teil des Lazaristenklosters), Jerusalem
- 1868: Schule Talitha Kumi (Qumi), Jerusalem (Abriss 1980, Mittelgiebel erhalten)
- 1874: Wohnhäuser im Viertel Me'ah Scheʿarim
- 1887: Aussätzigen-Asyl Jesus-Hilfe, neues Leprakrankenhaus, Jerusalem
- 1882–1889: Haus Tabor, Prophetenweg 58, bis 1901 Schicks Privathaus
- 1860–1890: Das Haus Rothschild, 1857 von Willy von Rothschild gestiftet, Jüdisches Viertel von Jerusalem
- 1891–1893: Anglikanische Mädchenschule, Prophetenweg 84, Jerusalem (Abriss 1961)
- 1890er Jahre: Edler-von-Lämel-Schule, Erweiterung durch Schick
- 1890er Jahre: Privathaus für Bankier Aaron Valero nordöstlich vor der Stadt Jerusalem
- 1897: Schaʿarei Zedeq, alter Krankenhausbau in der Jaffastraße (mit Theodor Sandel), Jerusalem

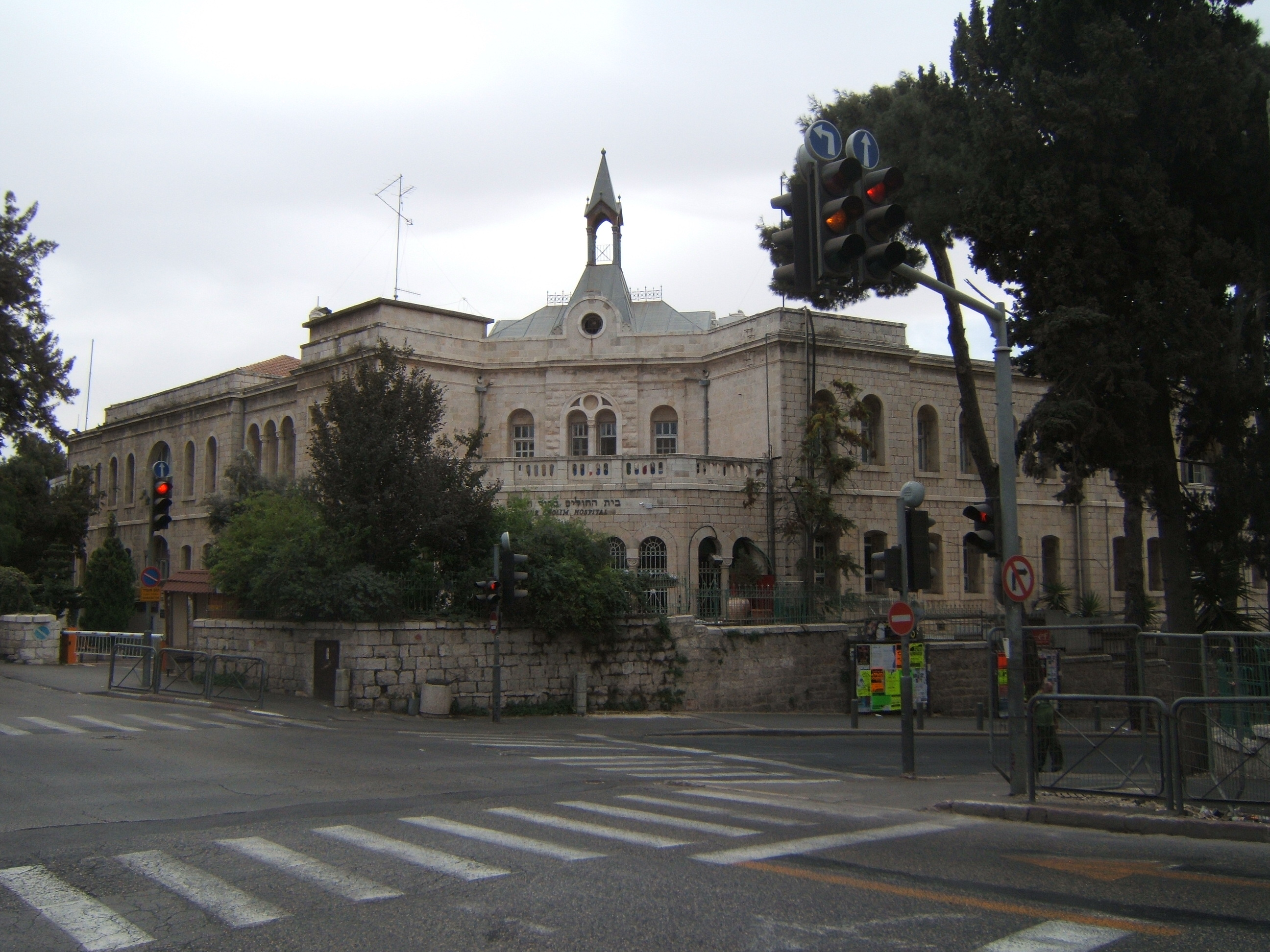
Bikkur-Cholim-Hospital, bis 1939 Diakonissen-Krankenhaus

- 1884–1901: Neues Altenheim, Jaffastraße (Abriss in den 1980er Jahren)
- 1892–1894: Diakonissenkrankenhaus, Neubau an der Prophetenstraße nach Plänen von Ernst Schwartzkopff & Heinrich Theising, Ausführung Schick mit Sandel, jetzt Teil des Bikkur-Cholim-Hospitals, Jerusalem
- 1888–1901: Beteiligung am Bau der Kidane-Mihiret-Kirche in der Äthiopienstraße, Jerusalem